# アップルトン (ウィスコンシン州)

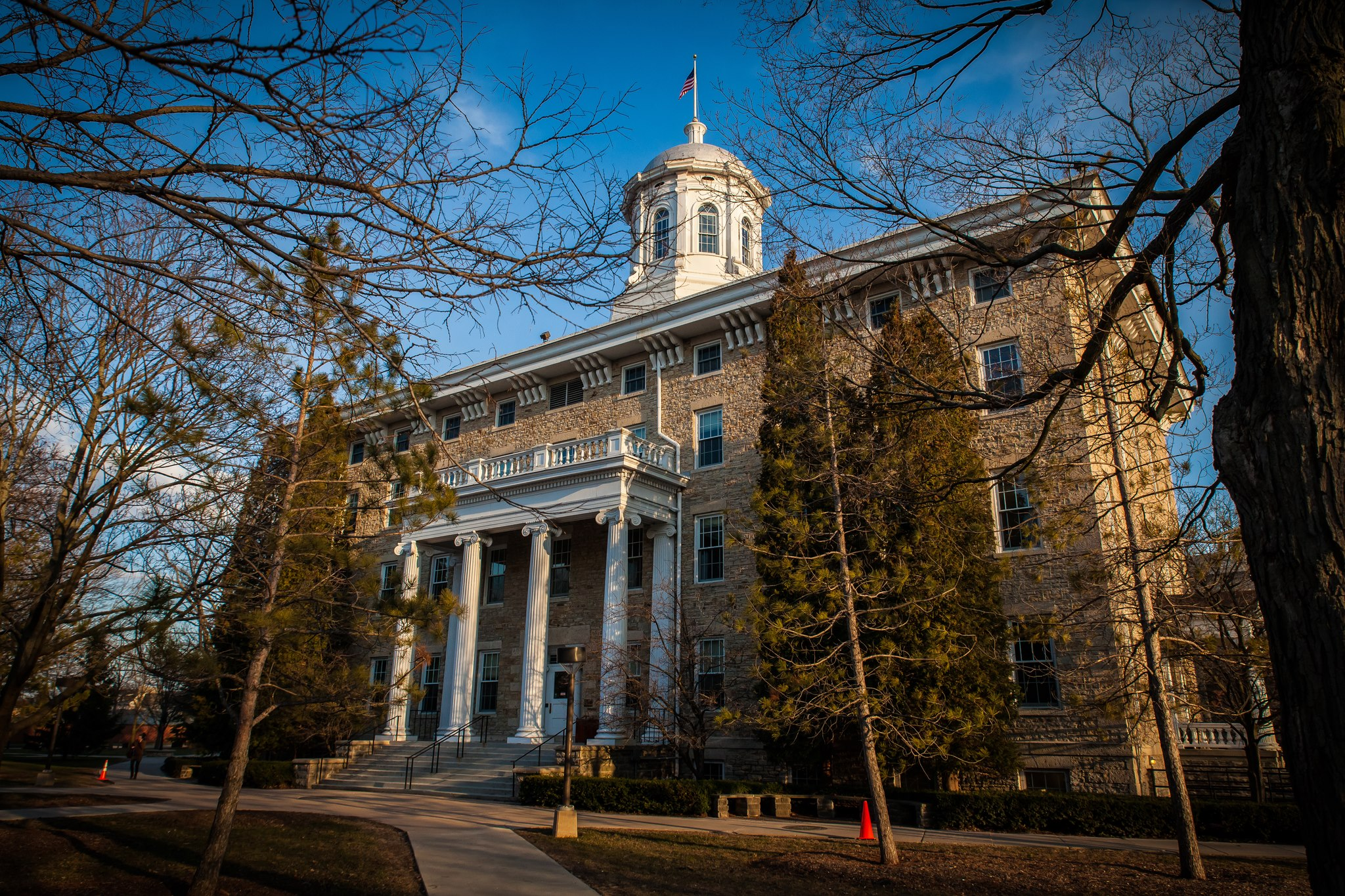
ローレンス大学

アップルトン（Appleton）は、アメリカ合衆国ウィスコンシン州の都市。人口は7万5644人（2020年） 。アウタガミ郡の郡庁所在地である。市域の一部はカルメット郡とウィネベーゴ郡に跨がっている。ローレンス大学が立地する学園都市。

## 地理

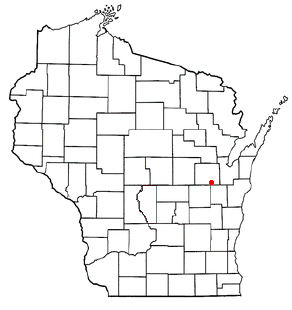
ウィスコンシン州内の位置

アップルトンはグリーンベイの南西50キロメートルに位置している。座標は北緯44度16分 西経88度24分 / 北緯44.267度 西経88.400度。
アメリカ合衆国統計局によると、この都市は総面積55.3 km2 (21.4 mi2) である。このうち54.1 km2 (20.9 mi2) が陸地で1.2 km2 (0.5 mi2) が水地域である。総面積の2.20%が水地域となっている。

## 人口動静
2000年国勢調査で、この都市は人口70,087人、26,864世帯、及び17,676家族が暮らしている。人口密度は1,296.0/km2 (3,355.9/mi2) である。512.9/km2 (1,328.0/mi2) の平均的な密度に27,736軒の住宅が建っている。この都市の人種的な構成は白人91.48%、アフリカン・アメリカン0.99%、ネイティブ・アメリカン0.57%、アジア4.61%、太平洋諸島系0.03%、その他の人種1.05%、及び混血1.27%である。ここの人口の2.53%はヒスパニックまたはラテン系である。
この都市内の住民は27.4%が18歳未満の未成年、18歳以上24歳以下が9.7%、25歳以上44歳以下が31.8%、45歳以上64歳以下が19.7%、及び65歳以上が11.3%にわたっている。中央値年齢は34歳である。女性100人ごとに対して男性は96.7人である。18歳以上の女性100人ごとに対して男性は93.7人である。
この都市の世帯ごとの平均的な収入は47,285 USドルであり、家族ごとの平均的な収入は57,097 USドルである。男性は40,459 USドルに対して女性は25,890 USドルの平均的な収入がある。この都市の一人当たりの収入 (per capita income) は22,478 USドルである。人口の5.5%及び家族の3.3%の収入は貧困線以下である。全人口のうち18歳未満の7.1%及び65歳以上の4.8%は貧困線以下の生活を送っている。

## 催事
「キツネ・コン」というアニメコンヴェンションがラディソン・ペーパー・ヴァレー・ホテルにおいて毎年開催されている。

## 姉妹都市
- 観音寺市（日本国香川県）